# حمام خورسند
حمام خورسند مربوط به دوره قاجار است و در شهرستان بابک، بخش مرکزی، شهر خورسند، روستای خورسند، خیابان امام، کوچه حضرت ابوالفضل واقع شده و این اثر در تاریخ ۱۸ اسفند ۱۳۸۷ با شمارهٔ ثبت ۲۵۳۰۴ به‌عنوان یکی از آثار ملی ایران به ثبت رسیده‌است.